# 邹得鲁
邹得鲁，湖北公安县人。明朝政治人物。
据清同治版《公安县志》记载：“举孝廉，初仕巢县令”“以廉能升邵武太守，善政甚多，郡人立有祠庙”。 邹得鲁曾于崇祯十一年(1638年)接替李哀纯任邵武府知府一职，崇祯年间由彭堣接任 

## 文学作品
- 《书馆》（明·邹得鲁）[1]

孤馆萧萧烧短檠，蛩声断处蟋声闻。
侍儿不解忘眠趣，报道谯楼已四更。 

## 亲属
曾祖邹文盛，明朝户部尚书